# Синокоп, Николай Данилович
Синокоп Николай Данилович (5 июля 1918, Бобрик, Роменский уезд, Полтавская губерния, УНР — 14 июля 1941, Парипсы, Попельнянский район, Житомирская область, УССР, СССР) — солдат 94-го погранотряда войск НКВД, принявший неравный бой возле села Парипсы под станцией Попельня в 1941 году вместе с героем Советского Союза Иваном Михайловичем Середой. Стал знаменит благодаря как самому бою так и оставленной им предсмертной записке, в которой написал: «Погибну за Родину, но живым врагу не сдамся».

## Жизнеописание
Украинец. Из крестьян. В 1935 закончил 7 классов школы в родном селе, работал в колхозе. В 1937 году приехал к брату в Артемовск Донецкой области и поступил там работать в нарсуд секретарем, где познакомился с будущей женой Верой Фёдоровной Белоусовой.
Женился перед самым призывом в армию в 1938 году.
С 1938 по 1938 гг. прослужил он в железнодорожном полку и в 1939 году поступил в Орджоникидзевское погранучилище.
В июне 1940 года товарищ Николай Синокоп, завершив учебу, в звании младшего лейтенанта вступил в должность помощника начальника погранзаставы 41-го Нахичеванского погранотряда. Вскоре его перевели на западную границу помощником начальника 3-й погранзаставы 94-го погранотряда.
Пограничники приняли первый бой 22 июня 1941 года. Отряд, теряя бойцов, отходил на восток. Последним для младшего лейтенанта Синокопа был бой под станцией Попельня (возле села Парипсы) Житомирской области.
Среди тех, кто принимал участие в помощи погибшим и раненым в этом бою, сохранению имен участников боя были две жительницы соседнего села Голубятин, Мария Кирилловна Лапий и Вера Лаврентьевна Лапий.
В декабре 1941 года у него в Артемовске родился сын, умерший в 6 месяцев в 1942 году. Также были брат Владимир, сестры Анна и Надежда.